# Plagiostachys
Plagiostachys – rodzaj bylin z rodziny imbirowatych (Zingiberaceae). Obejmuje około 18-27 gatunków występujących w południowo-wschodniej Azji.

## Morfologia
PokrójByliny z kłączem pełzającym na powierzchni gruntu lub tuż pod nią. Z kłącza wyrastają w gęstych kępach nibyłodygi tworzone przez pochwy liściowe. Blaszki liściowe lancetowate lub równowąskie.
KwiatyZebrane w gęste, kłosowate kwiatostany przebijające pochwy liściowe. Przysadki gęste, całobrzegie lub frędzlowate na brzegu. Kielich zrosły w długą rurkę lub dzwonkowaty, rozcięty z boku, na szczycie z trzema ząbkami. Korona mięsista o rurce krótszej lub równej długością kielichowi. Centralny listek prosto zniesiony i kapturkowaty. Warżka (labellum) płaska, całobrzega lub dwudzielna na szczycie. Płodny pręcik na krótkiej, grubej nitce. Słupek pojedynczy z niewielką zalążnią.
OwocTorebka jajowata lub elipsoidalna.

## Systematyka
Pozycja i podział według APWeb (aktualizowany system APG III z 2009)
Rodzaj należący do podrodziny Alpinioideae Link, rodziny imbirowatych (Zingiberaceae) będącej kladem siostrzanym rodziny kostowcowatych Costaceae. Wraz z nią należy do rzędu imbirowców (Zingiberales) należącego do jednoliściennych (monocots) w obrębie roślin okrytonasiennych.
Wykaz gatunków
- Plagiostachys albiflora Ridl.
- Plagiostachys austrosinensis T.L.Wu & S.J.Chen
- Plagiostachys bracteolata R.M.Sm.
- Plagiostachys brevicalcarata Julius & A.Takano
- Plagiostachys breviramosa Cowley
- Plagiostachys corrugata Elmer
- Plagiostachys crocydocalyx (K.Schum.) B.L.Burtt & R.M Sm.
- Plagiostachys elegans Ridl.
- Plagiostachys escritorii Elmer
- Plagiostachys glandulosa S.Sakai & Nagam.
- Plagiostachys lasiophylla Gobilik & A.L.Lamb
- Plagiostachys lateralis (Ridl.) Ridl.
- Plagiostachys longicaudata Julius & A.Takano
- Plagiostachys megacarpa Julius & A.Takano
- Plagiostachys mucida Holttum
- Plagiostachys nicobarica M.Sabu, Sanoj & Prasanthk.
- Plagiostachys oblanceolata Gobilik & A.L.Lamb
- Plagiostachys odorata C.K.Lim
- Plagiostachys parva Cowley
- Plagiostachys parviflora (C.Presl) Ridl.
- Plagiostachys philippinensis Ridl.
- Plagiostachys rolfei (K.Schum.) Ridl.
- Plagiostachys roseiflora Julius & A.Takano
- Plagiostachys strobilifera (Baker) Ridl.
- Plagiostachys sumatrensis Ridl.
- Plagiostachys uviformis (L.) Loes.
- Plagiostachys viridisepala Julius & A.Takano